# 김미주
김미주(본명: 김정은, 1980년 5월 3일 ~ )은 대한민국의 배우이며 고교생(일산동고) 시절인 1997년 데뷔 당시 본명인 김정은으로 활동했는데 서울예전 방송연예과에 진학하면서 학업에 전념하기 위해 한동안 TV 출연을 중단하기도 했다.

## 학력
- 예원중학교
- 일산동고등학교
- 서울예술대학교 방송연예과 졸업

## 출연작

### TV 드라마
- 1997년 MBC 일일연속극 《세 번째 남자》
- 1997년 SBS 일요시트콤 《LA아리랑》
- 1997년 MBC 일일시트콤 《남자 셋 여자 셋》
- 1998년 KBS 1TV 일일연속극 《살다보면》 … 선미 역
- 1998년 KBS 1TV 대하드라마 《왕과 비》 … 경혜공주 역
- 1999년 KBS2 청소년드라마 《학교 2》 … 윤경 역
- 2000년 MBC 월요시트콤 《세 친구》
- 2000년 KBS 2TV 메디컬 서스펜스 드라마 《RNA》
- 2001년 KBS 2TV 특별기획드라마 《명성황후》
- 2001년 MBC 주말연속극 《여우와 솜사탕》
- 2001년 KBS 1TV 아침드라마 《TV소설 새엄마》
- 2002년 SBS 대하드라마 《야인시대》
- 2002년 KBS 2TV 미니시리즈 《천국의 아이들》

### 영화
- 2001년 《게임 오버》
- 2001년 《그녀에게 잠들다》
- 2001년 《우먼 파트너 놀자》
- 2002년 《마법의 성》

### 연극
- 바쁘다 바빠
- 제군을 가라

## 방송
- 《연예가중계》

1. ↑  김신성 (2001년 12월 4일). “활동재개 '중고신인'탤런트 김미주-손소영”. 세계일보. 2020년 9월 21일에 확인함.